# Wojciech Szweykowski
Wojciech Anzelm Szweykowski, inna forma nazwiska: Szwejkowski (ur. 17 kwietnia 1773 w Makowie Mazowieckim, zm. 5 sierpnia 1838 w Warszawie) – polski pijar, pedagog, językoznawca, teolog i wolnomularz, kustosz płockiej kapituły katedralnej w 1829 roku, kanonik płockiej kapituły katedralnej.

## Życiorys
Urodził się w Makowie koło Pułtuska, jako syn Stanisława i Urszuli z Majkowskich. Po ukończeniu szkoły pijarskiej w Łomży wstąpił latem roku 1789 (26 lipca) do ich zgromadzenia (przyjął imię Wojciecha od św. Marcina, imię chrzestne: Anzelm) i został wykładowcą Łomżyńskiej Szkoły Pijarskiej. Po odbyciu nowicjatu w Drohiczynie (w okresie od 1789/1790 do 1790/1791), studiował humaniora w Szczuczynie Mazowieckim (rok akademicki 1791/1792) i filozofię w Łomży (w okresie od 1792/1793 do 1793/1794). Od jesieni roku 1794 uczył w kolegiach warszawskich, a od roku 1796 pełnił funkcję podprefekta Collegium Nobilium pijarów w Warszawie. W międzyczasie odbył studia teologiczne (w okresie od 1795/1796 do 1796/1797), a w roku 1796 otrzymał święcenia kapłańskie. Jesienią roku 1797 przeniósł się do Łomży, gdzie objął stanowisko nauczyciela fizyki i matematyki. Rok później (rok szkolny 1798/1799) rozpoczął naukę wymowy, a z początkiem roku 1802 piastował stanowisko prefekta szkoły, będąc jednocześnie zastępcą profesora w łomżyńskim seminarium nauczycielskim. Jeszcze w tym samym roku (1802) wysłany został przez władze szkolne do północnych Niemiec, Saksonii i Berlina, gdzie poznawał organizację i metody pracy szkół, a także studiował język i literaturę niemiecką. Zimą roku 1804 sekularyzował się w Berlinie. Po powrocie do kraju objął w roku 1804 posadę profesora w Gimnazjum Płockim. W roku 1808 otrzymał stanowisko rektora szkoły departamentowej w Sejnach. Wkrótce znalazł się w Warszawie, gdzie pracował do końca swego życia. Wykładowca w Liceum Warszawskim.
Był członkiem Warszawskiego Towarzystwa Przyjaciół Nauk. Działał też w Towarzystwie do Ksiąg Elementarnych. Po zorganizowaniu w roku 1817 Królewskiego Uniwersytetu Warszawskiego był prodziekanem, a następnie dziekanem Wydziału Teologicznego, a od 2 marca 1818 pierwszym rektorem tejże uczelni aż do 1831 roku. W roku 1822 kapituła płocka podniosła go do godności prałata-kustosza. Należał do najwybitniejszych działaczy oświatowych Królestwa Polskiego. W 1832 roku uzyskał emeryturę. Zmarł 5 sierpnia 1838 w Warszawie.

## Twórczość

### Ważniejsze mowy, kazania i utwory
1. Mowa do nowo zaciężnych obrońców ojczyzny miana wśród uroczystości poprzedzającej przysięgę wojskową korpusu JW. Jenerała Woyczyńskiego w kościele katedralnym płockim... dnia 8 marca 1807 (Warszawa 1807), przedr. M. Chmielewski: Krótki zbiór wierszy, pieśni i mów patriotycznych, Warszawa 1808, s. 164–182
2. Mowa w dzień 3-ci maja 1807 miana w kościele katedralnym płockim, ogł. M. Chmielewski: Krótki zbiór wierszy, pieśni i mów patriotycznych, Warszawa 1808, s. 183–203
3. Uwagi nad wyższymi szkołami polskimi w porównaniu do niemieckich[8], powst. 1807, Warszawa 1808, przedr. Z. Kukulski: Źródła do dziejów wychowania i szkolnictwa w Polsce z doby Izby Edukacji Publicznej 1807-1812, Lublin 1931, s. 14–63
4. Mowa na uroczystość rozdawania krzyżów wojskowych d. 21 marca 1808, fragm. „Gazeta Warszawska” 1808 nr 19
5. Życie i zasługi Onufrego Górskiego, wygł. w warszawskim Towarzystwie Przyjaciół Nauk 10 stycznia 1814; fragm. „Gazeta Poznańska” 1814 nr 16; całość „Rocznik Towarzystwa Warszawskiego Przyjaciół Nauk” t. 10 (1817), s. 141–149
6. O znakach pisarskich nad samogłoskami, „Programma Liceum Warszawskiego na r. 1816” i osobno Warszawa 1816; wyd. następne (w nowej wersji) zobacz poz. 12, s. 11–54
7. Mowa (o zasługach Onufrego Kopczyńskiego), wygł. w warszawskim Towarzystwie Przyjaciół Nauk 30 listopada 1816, „Pamiętnik Warszawski” t. 7 (1817), s. 82–89; fragmenty przedr. A. Kraushar: Towarzystwo Warszawskie Przyjaciół Nauk t. 4, Kraków 1902, s. 78–80
8. O wzajemnej potrzebie łączenia nauk teologicznych z innymi, „Commentationes in consessu professorum Universitatis Litterariae Regiae Varsaviensis recitatae”, Warszawa 1817, przedr. „Dziennik Wileński” 1817 t. 6, nr 5, s. 503 i następne; (rozprawa doktorska); przekł. rosyjski: 1818, 1819
9. Mowa przy inauguracji Uniwersytetu Warszawskiego, wygł. 14 maja 1818, „Pamiętnik Warszawski” t. 11 (1818), s. 191–215; „Obchód uroczystej inauguracji Uniwersytetu Królewsko-Warszawskiego dnia 14 maja roku 1818”, Warszawa 1818; przedr.: Księga protokołów Rady Ogólnej Uniwersytetu Warszawskiego 1817-1819, wyd. R. Gerber, Warszawa 1958 „Źródła do Historii Uniwersytetu Warszawskiego” nr 1, s. 212–220
10. O pożytkach z czytania żywotów znakomitych nauką mężów, a szczególniej u rodaków, „Posiedzenie publiczne Król. Warsz. Uniw. na uczczenie pamiątki uczonych mężów, a mianowicie Polaków, przy ukończeniu kursu rocznego nauk odbyte 30 lipca 1819 r.” (Warszawa 1819)
11. Kazanie na obchodzie pogrzebowym za duszę śp. ks. Stanisława Staszica. Wygł. w katedrze Św. Jana 30 stycznia 1826[9], Warszawa 1826; „Zbiór mów na obchodzie pogrzebowym ks. Stanisława Staszica”, Warszawa 1826, s. 6–21; przedr. „Archiwum Teologii” 1836 zeszyt 4, s. 441–450
12. O znamionach nad samogłoskami (s. 11–45, nowa wersja poz. 6); O używaniu liter ks lub x (s. 174–182); Zastanowienie się nad zakończeniem trybu bezokolicznego słów polskich: biegnę, mogę, strzegę itp. z powodu rozprawy w tej materii F. Bentkowskiego (s. 287–295); O łączeniu i rozłączaniu wyrazów (s. 462–468); „Rozprawy i wnioski o ortografii polskiej przed deputacją od Król. Tow. Warsz. Przyjaciół Nauk wyznaczoną”, Warszawa 1830; fragmenty pt. Zasady pisowni polskiej, wygł. w warszawskim Towarzystwie Przyjaciół Nauk 30 kwietnia 1829
13. Sprawy o stanie Królewsko-Warszawskiego Uniwersytetu (z lat 1819–1829), „Posiedzenie publiczne Król.-Warsz. Uniw....”, 1819-1829 i osobno (Warszawa 1819 – Warszawa 1829); przedr. w różnych czasopismach; sprawy z lat 1817/1818 i 1818/1819 przedr. Księga protokołów Rady Ogólnej, jak wyżej poz. 9, s. 221–226, 229-236 (coroczne sprawozdania rektorskie wygłaszano jako mowy).

W rękopisach Szweykowski pozostawił wykłady uniwersyteckie o wymowie kościelnej i teologii pastoralnej. W roku 1811 przygotował „dzieło do czytania dla uczniów pierwszej klasy” i gramatykę łacińską. W rękopisie Ossolineum sygn. 5336/I zachowano kazanie wygłoszone 23 marca 1807.
Jego utwory ogłaszano ponadto w wielu czasopismach: „Archiwum Teologii” (1836-1837), „Dziennik Wileński” (m.in. 1821 t. 1), „Gazeta Korespondenta Warszawskiego i Zagranicznego” (tu m.in.: Uwiadomienie o liceum w Sejnach, 1809 nr 66, s. 1001), „Gazeta Warszawska” (m.in. patriotyczne kazania wygłaszane w Płocku i Warszawie w latach 1807–1808), „Pamiętnik Warszawski” (m.in. O rękopismach ks. Stanisława Górskiego, t. 11, 1818, s. 318 i następne).
Z rękopisów Archiwum Głównego Akt Dawnych (Archiwum Towarzystwa Przyjaciół Nauk vol. 27) 4 wspólne oceny pism: E. Andraszka, F. Bentkowskiego i K. Brodzińskiego z lat 1822–1830, ogł. Z. J. Nowak w: K. Brodziński: Pisma estetyczno-krytyczne t. 1-2, Wrocław 1964.

### Listy i materiały
1. Do Izby Edukacji Publicznej z 10 października 1807, ogł. przy Uwagach nad wyższymi szkołami polskimi... (zobacz Ważniejsze mowy, kazania i utwory poz. 3); przedr. Z. Kukulski: Źródła do dziejów wychowania i szkolnictwa w Polsce z doby Izby Edukacji Publicznej 1807-1812, Lublin 1931, s. 14–15
2. Do S. B. Lindego z 11 marca 1812, ogł. J. Bieliński: Królewski Uniwersytet Warszawski (1816-1831) t. 3, Warszawa 1912, s. 9
3. Do K. Urmowskiego (brak daty), rękopis: Biblioteka Jagiellońska, sygn. 7840 IV k. 113-114
4. Od K. Brodzińskiego z 19 grudnia 1820, ogł. J. Korpała w zbiorze: Miscellanea z lat 1800–1850, Wrocław 1963 „Archiwum Literatury” nr 7, s. 321–322; z 5 października 1824(?), ogł. A. Łucki w: K. Brodziński: Nieznane pisma prozą, Kraków 1910 „Archiwum do Dziejów Literatury i Oświaty w Polsce” nr 12, s. 320–324
5. Materiały biograficzne, korespondencja urzędowa i dokumenty działalności na Uniwersytecie Warszawskim, ogł.: J. Bieliński jak wyżej poz. 2, t. 1-3, Warszawa 1907-1912 (zwłaszcza w t. 2, s. 164–181); R. Gerber jak wyżej Ważniejsze mowy, kazania i utwory poz. 9
6. Materiały dot. działalności w Towarzystwie Przyjaciół Nauk, rękopisy: Archiwum Główne Akt Dawnych (Archiwum Towarzystwa Przyjaciół Nauk)
7. Zapisy do sztambucha z roku 1813, rękopis: Ossolineum, sygn. 5427/III.

## Opracowania nt. twórczości Szweykowski
1. Matricula provinciae Polonae Scholarum Piarum 1742-1865, rękopis: Archiwum OO. Pijarów Kraków nr 767 (odpis J. Buby)
2. „Gazeta Korespondenta Warszawskiego i Zagranicznego” 1809 nr 71, s. 1119
3. A. Mickiewicz: Notatka dla Wasyla Żukowskiego o współczesnych literatach polskich (z 1829), w: Dzieła, Wyd. Narodowe, t. 14, Warszawa 1953, s. 418
4. J. K. Gąsiorowski: Mowa w czasie pogrzebu zwłok śp. JW. Ks. W. Szweykowskiego, Warszawa 1838
5. R. F.: Ks. A. W. Szweykowski, „Przyjaciel Ludu” rocznik 5 (1838), nr 38
6. K. Dzierżanowski: Krótka wiadomość o szkole łomżyńskiej od 1616 do 1818 r., „Biblioteka Warszawska” 1861 t. 1
7. F. M. Sobieszczański: „Encyklopedia powszechna” Orgelbranda, t. 24 (1867)
8. F. S. Dmochowski: Znakomici literaci z okresu od 1800 do 1830 r., „Kłosy” 1871 t. 12
9. A. Kraushar: Towarzystwo Warszawskie Przyjaciół Nauk t. 3-4, 6-8; Kraków 1902-1906.